# Antroposthiidae
Antroposthiidae — родина двобічно-симетричних тварин класу Ацели.

## Класифікація
Родина включає в себе 4 роди з 7 видами:
- Рід Adenopea
  - Adenopea cenata (Marcus, 1955)
  - Adenopea chuni (Brauner, 1920)
  - Adenopea illardatus (Lohner & Micoletzky, 1911)
- Рід Antroposthia
  - Antroposthia axi (Faubel 1974)
  - Antroposthia unipora (Faubel 1974)
- Рід Convoluella
  - Convoluella brunea (Faubel 1974)
- Рід Unantra
  - Unantra polyvacuola (Faubel 1976)